# 大白熊犬
比利牛斯山犬（法語：Chien de montagne des Pyrénées，俗稱大白熊）是一种大型犬类。主要用作守护犬、救助犬和伴侣犬。
大白熊犬是一种历史悠久的犬类，已被牧羊人使用了数百年。大白熊犬最早在1407年被详细的描述，并于1675年被法国贵族所喜爱。在19世纪初，有一个位于山区乡镇的繁荣犬类市场将该狗带到了法国其他地区。

## 历史

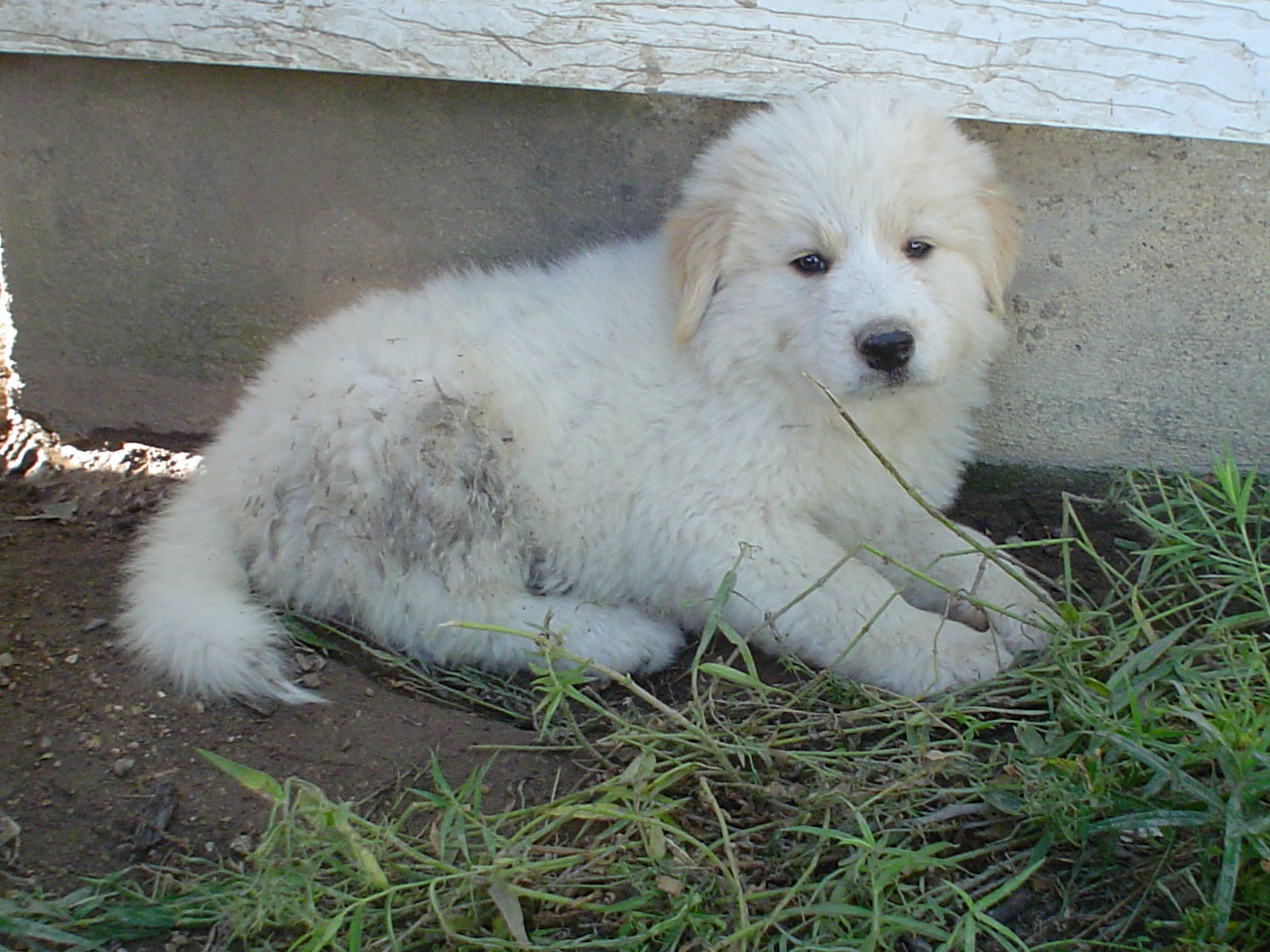
约2个月大的大白熊犬

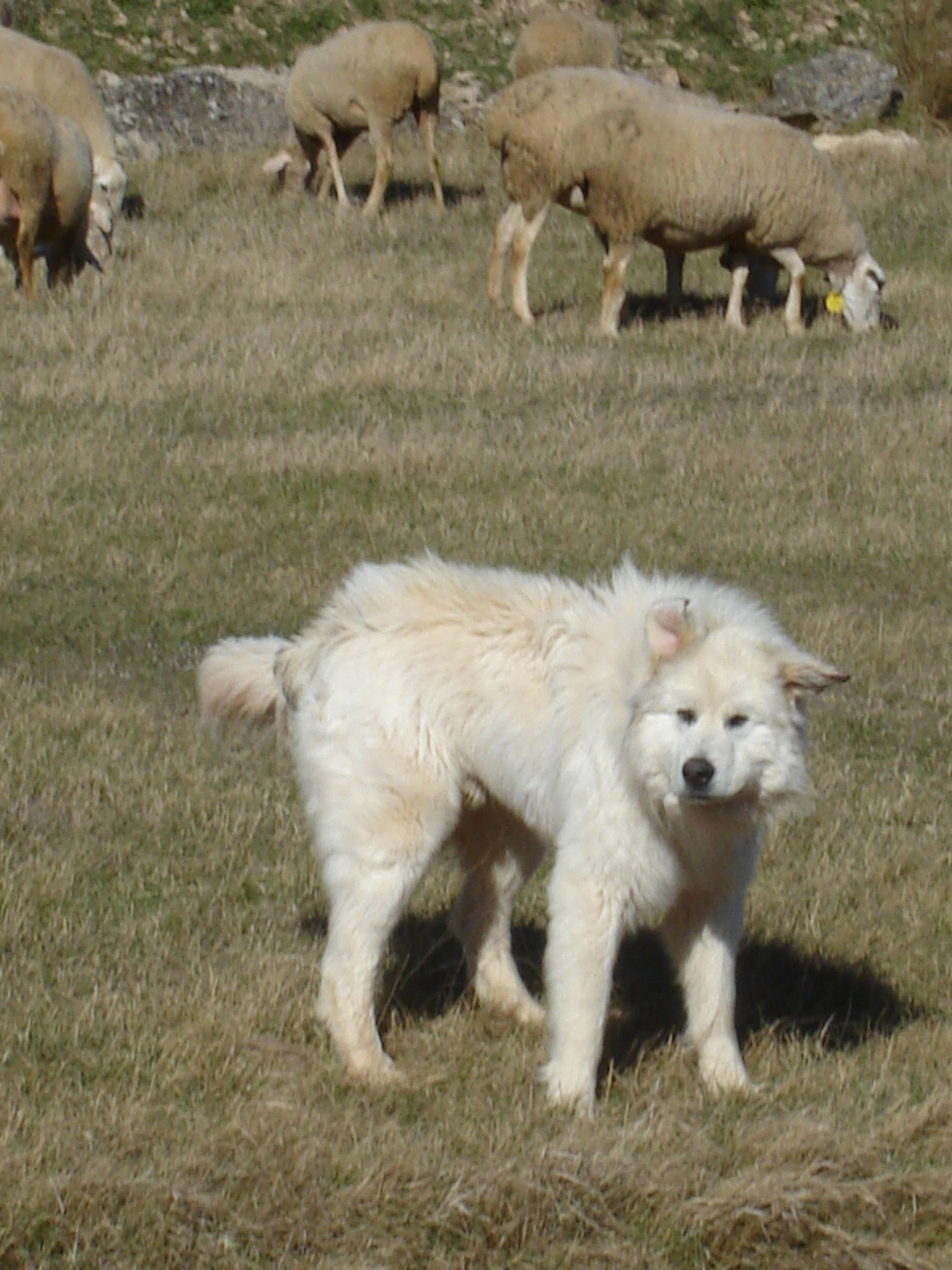
保护羊群的大白熊犬

大白熊犬是一种历史悠久的犬类，已被牧羊人使用了数百年，包括居住在比利牛斯山脉部分地区和周边法国南部、西班牙北部的的巴斯克人，它的工作是对羊群进行保护，对付熊或狼对羊群的袭击。
大白熊犬最早在1407年被详细的描述，来自亚洲的獒犬与比利牛斯山脉地区原有的土著犬交配，形成了现在的大白熊犬。15世纪时，大白熊犬开始被法国贵族所喜爱，并做过警卫犬。当时它非常受人们欢迎，并完成了路易十四所安排的保卫罗浮宫的工作。

## 特征
雄性可以长到50–54kg、69–81 cm，雌性可以长到36–41 kg、63–74 cm，大白熊犬可以活10-12岁。

## 其他

### 動漫畫
- 1981年日本動畫-靈犬雪麗即以大白熊犬為主角。
- 2022年日本動畫-SPY×FAMILY間諜家家酒裡登場的彭德，被推測可能為大白熊犬。